# Yo soy Mina
Yo soy Mina је компилација италијанске певачице Мине, објављена 22. марта 2011. за издавачке куће EMI.

## Списак пјесама
| №               | Назив                                            | Аутор(и)                                              | Трајање |  |
| 1.              | Juntos (Insieme)                                 | Mogol Lucio Battisti Julio César                      | 4:06    |  |
| 2.              | Grande, grande, grande (Шпанска верзија)         | Alberto Testa Tony Renis Amart Cholo Baltasar         | 3:57    |  |
| 3.              | Amor mío (Amor mio)                              | Mogol Battisti C. Mapel                               | 4:50    |  |
| 4.              | No juego más (Non gioco più)                     | Gianni Ferrio Roberto Lerici Jaime Israel             | 2:53    |  |
| 5.              | ¿Y qué? (E poi...)                               | Andrea Lo Vecchio Shel Shapiro Gefingal               | 4:48    |  |
| 6.              | Que nos separemos (Io e te da soli)              | Mogol Battisti Mapel                                  | 4:32    |  |
| 7.              | Yo pienso en ti (E penso a te)                   | Mogol Battisti A. Belgrano                            | 3:41    |  |
| 8.              | No lo creas (Non credere)                        | Ascri Mogol Roberto Soffici César                     | 4:15    |  |
| 9.              | Distancias (Distanze)                            | Luigi Albertelli Soffici César                        | 4:36    |  |
| 10.             | Nuur (Шпанска верзија)                           | Ermanno Capelli Osvaldo Miccichè Belgrano             | 4:14    |  |
| 11.             | La mente cambia (La mente torna)                 | Mogol Battisti Belgrano                               | 4:24    |  |
| 12.             | Canción para ti (Canzone per te)                 | Sergio Bardotti Sergio Endrigo César                  | 3:34    |  |
| 13.             | Dos o acaso tres (Due o forse tre)               | Lo Vecchio Shapiro Israel                             | 4:00    |  |
| 14.             | Todo pasará, verás (Tutto passerà vedrai)        | Lo Vecchio Shapiro Belgrano                           | 3:27    |  |
| 15.             | De qué servirá (Che vale per me)                 | Carlo Alberto Rossi Marisa Terzi César                | 2:17    |  |
| 16.             | Los problemas del corazón (I problemi del cuore) | Claudio Daiano Pino Massara Belgrano                  | 3:44    |  |
| 17.             | Balalda para mi muerte                           | Angela Tarenzi Astor Piazzolla Horacio Ferrer Semmdri | 3:56    |  |
| 18.             | Yo qué puedo hacer (Uomo)                        | Enrico Riccardi Albertelli César                      | 3:55    |  |
| Укупно трајање: | Укупно трајање:                                  | Укупно трајање:                                       | 71:39   |  |

## Позиције на листама
| Листа (2011)         | Највиша позиција |
| -------------------- | ---------------- |
| Италија (FIMI)       | 55               |
| Шпанија (PROMUSICAE) | 99               |